# 猿田東之助
猿田 東之助（さるた とうのすけ、1854年8月13日〈嘉永7年7月20日〉 - 1929年〈昭和4年〉6月8日）は、日本の剣客、警察官。

## 経歴
小見川藩（下総国香取郡）に生まれ、5歳から父猿田源八とともに岡野道矩に積川一刀流剣術を学ぶ。
1885年（明治18年）、千葉県看守を務め、その後警視庁小松川警察署撃剣世話掛を経て、宮内省皇宮警察長小笠原武英の招きで皇宮警察に移籍。身長5尺（約150cm）と小柄であったが、早業で「猿田彦」の異名をとる。
のち学習院剣道教師を経て海軍兵学校剣道教師を長く務め、1916年（大正5年）に帰郷。道場習武場を開き、佐原中学校、小見川農学校の剣道師範を務める。大日本武徳会から剣道範士の称号を授与された。